# 아베스타 아트
아베스타 아트는 한국의 문화예술단체이다.

## 설명
2013년 창단한 문화예술단체로 음악, 영화, 연극, 미술, 문학 등의 다양한 장르의 예술가들이 협업하여, 음악, 영화, 만화, 연극, 시트콤 등을 창작하고 있다.
호모스피리투스, 루아난다, 액체금속심장, 북극성, 유앤미보리 등의 뮤지션이 소속되어 있다.

## 주요 작품
리얼청년예술인 시트콤 - 창고생활자의 수기